# Dominion Textile
La Dominion Textile Inc. (Domtex) est une ancienne compagnie de textile canadienne basée à Montréal. Fondée en 1905, elle a fermé en 1998, ses vestiges étant rachetés par Polymer Group. 

## Historique
La compagnie est formée en 1905 de la fusion de quatre compagnies de textile canadiennes. Elle acquiert ainsi le quasi-monopole du marché au pays. 
La production est assurée dans de petites villes du pays, dont notamment au Québec. Elle est ainsi le principal employeur de plusieurs d'entre elles.
La compagnie s'illustre lors de la Grande Dépression, maintenant un haut niveau d'emploi malgré une chute des prix. Lors de la Seconde Guerre mondiale, elle est un contributeur de premier plan des Alliés.
En 1948, la compagnie subit une forte concurrence des États-Unis et du Royaume-Uni. Elle perd son quasi-monopole et ne possède plus que 47 % du marché une décennie plus tard. La compagnie passe près de l'effondrement, mais s'adapte. Elle est renommée Domtex et se lance dans de nouveaux produits tels le polyester. 

### Années 1960-1970
Au cours des années 1960, la compagnie est perçue par des nationalistes québécois comme un exemple de compagnie anglophone contrôlant la province. En 1966, un membre du Front de Libération du Québec, Jean Corbo, meurt lorsqu'une bombe explose prématurément lors d'un attentat raté contre une usine de Domtex à Montréal.
Lors des années 1970, la compagnie prend de l'expansion en dehors du Canada. Elle achète de plus petites compagnies aux États-Unis et outre-mer.

### Années 1980-1990
Dans les années 1980, à son sommet, elle emploie environ 14 000 personnes dans des usines situées au Canada, aux États-Unis, en Irlande, en France, en Italie et en Tunisie. L'entreprise devient le plus gros producteur mondial de denim.
Au cours de la décennie, la compagnie peine à s'adapter à l'ouverture de l'industrie du textile aux marchés émergents engendrée par l'Accord général sur les tarifs douaniers et le commerce. Domtex ferme ainsi la moitié de ses usines canadiennes.
Dans les années 1990, la compagnie s'éteint tranquillement : en 1997 elle ne possède plus que 2 usines au Canada et 8 dans le reste du monde. En 1998, elle est rachetée par l'Américain Polymer Group pour environ 600 millions de $.

## Culture populaire
- En 1970, Denys Arcand filme des employés de cette compagnie dans On est au coton.
- En 1981, les bâtiments de la Dominion Textile apparaissent dans le film d'animation Crac! de Frédéric Back.

## Archives
Il existe un fonds d'archives Dominion Textile à Bibliothèque et Archives Canada. Celui-ci contient environ 94 m de documents textuels, 45,000 photographies et 500 dessins architecturaux. Le numéro de référence archivistique est R1351.